# Посёлок санатория имени Ленина
Посёлок санатория имени Ленина — населённый пункт в Камешковском районе Владимирской области России. Входит в состав Пенкинского муниципального образования.

## География
Посёлок расположен на берегу реки Клязьма в 4 км на юго-запад от центра поселения деревни Пенкино и в 31 км на юго-запад от райцентра Камешково.

## История
В конце XIX — начале XX века на месте посёлка существовало сельцо Михайловское, входившее в состав Даниловской волости Судогодского уезда, с 1926 года — в составе Второвской волости Владимирского уезда. В 1859 году в сельце числилось 4 дворов, в 1905 году — 5 дворов. В 1926 году населённый пункт назывался хутор Санатория им. Ленина и в нем числилось 5 дворов.
С 1929 года хутор Санатория им. Ленина входил в состав Мичуринского сельсовета Владимирского района, с 1940 года — в составе Пенкинского сельсовета Камешковского района, с 2005 года — в составе Пенкинского муниципального образования.

## Население
| 1859 | 1905 | 1926 |
| ---- | ---- | ---- |
| 37   | 27   | 31   |

| 1859 | 1905 | 1926 | 2002 | 2010 | 2021 |
| ---- | ---- | ---- | ---- | ---- | ---- |
| 37   | ↘27  | ↗31  | ↗34  | ↘23  | ↗54  |